# James May

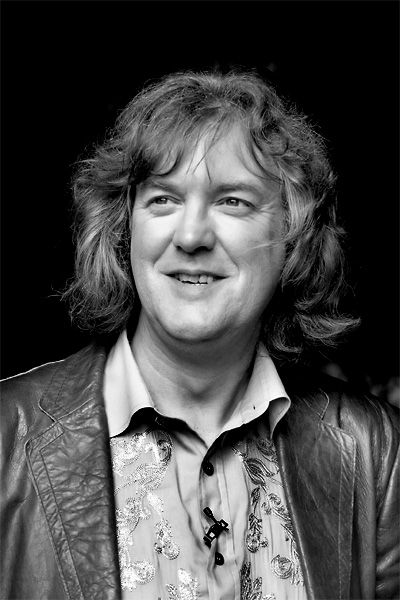
James May

James Daniel May (* 16. Januar 1963 in Bristol, England) ist ein britischer Fernsehmoderator und Journalist.
Er war bis 2015 Moderator der Fernsehsendung Top Gear an der Seite von Richard Hammond und Jeremy Clarkson und moderierte mit ihnen von 2016 bis 2024 die Sendung The Grand Tour beim US-amerikanischen Streaming-Dienst Amazon Video. May entwarf und moderierte auch andere Sendungen in den Bereichen Technologie, Wissenschaft, Spielzeug und Wein, zum Beispiel James May: The Reassembler.

## Werdegang

### Frühe Jahre
James May hat zwei Schwestern und einen Bruder. Er besuchte die Caerleon Endowed Junior School in Wales und verbrachte seine Jugend in South Yorkshire, wo er zur Oakwood Comprehensive School in Rotherham ging und im Kirchenchor der Whiston Parish Church sang. Er verbrachte seine Schulzeit mit dem heutigen Schauspieler Dean Andrews. Später studierte May Musik an der Lancaster University und arbeitete kurz nach seinem Schulabschluss als Angestellter in einem Krankenhaus.

### Journalismus
In den 1980er Jahren war May Redakteur der Zeitschriften The Engineer und später Autocar Magazine. Wie May im Jahr 1992 während eines Interviews mit BBC Radio 2 bestätigte, wurde er von Autocar Magazine wegen eigenmächtigen Veränderungen in vier Artikeln und einer vulgären Nachricht an den Chef der Zeitschrift entlassen. May formatierte die Anfangsbuchstaben der ersten vier Artikel in größerer und roter Schrift, da er die Artikel als „extrem langweilig“ ansah. Seitdem schreibt May nur noch vereinzelt Artikel für Zeitungen wie Car Magazine, The Daily Telegraph und das Top Gear Magazine.

## Fernsehproduktionen
| Übersicht: DVDs und Fernsehsendungen von James May |                                                               |                 |
| Jahr                                               | Titel                                                         | Sender / Label  |
| Fernsehen                                          |                                                               |                 |
| 18. März – 3. Juni 1999                            | Top Gear                                                      |                 |
| 11. Mai 2003–2015                                  | Top Gear                                                      | BBC Two         |
| 2005                                               | James May's Top Toys                                          | BBC             |
| 2006                                               | Oz and James's Big Wine Adventure                             | BBC             |
| 2006                                               | Inside Killer Sharks                                          | Sky             |
| 2007                                               | Top Gear of the Pops                                          | BBC Two         |
| 2007                                               | James May's 20th Century                                      | BBC Two         |
| 2007                                               | James May: My Sisters' Top Toys                               | BBC Two         |
| 2008                                               | Top Ground Gear Force                                         | BBC Two         |
| 2008                                               | James May's Big Ideas                                         | BBC Two         |
| 2009                                               | Oz and James Drink to Britain                                 | BBC Two         |
| 2009                                               | James May on the Moon                                         | BBC Two         |
| 2009                                               | James May at the Edge of Space                                | BBC Four        |
| 2009                                               | James May's Toy Stories                                       | BBC Two         |
| 2010 – heute                                       | James May's Man Lab                                           | BBC HD, BBC Two |
| 2011 – heute                                       | James May's Things You Need To Know                           | BBC HD, BBC Two |
| 2014                                               | James May's Cars of the People                                | BBC Two         |
| 2014                                               | Phineas and Ferb                                              | Disney Channel  |
| 2016 – 2024                                        | The Grand Tour                                                | Prime Video     |
| 2020 – heute                                       | James May: Our Man in... (Japan 2020, Italy 2022, India 2024) | Prime Video     |
| 2021 – heute                                       | James May: Oh Cook!                                           | Prime Video     |
| DVD                                                |                                                               |                 |
| 2006                                               | James May's Motormania Car Quiz                               | Acorn Media     |
| 2006                                               | Oz and James's Big Wine Adventure, Series One                 | DMD             |
| 2007                                               | James May's 20th Century                                      | ITV             |
| 2008                                               | Oz and James's Big Wine Adventure, Series Two                 | Acorn Media     |
| 2009                                               | Oz and James Drink To Britain, Series Three                   | Acorn Media     |
| 2009                                               | James May's Big Ideas: The Complete Series                    | DMD             |
| 2009                                               | James May's Amazing Brain Trainer                             | DMD             |
| 2009                                               | James May On The Moon                                         | BBC DVD         |
| 2009                                               | James May's Toy Stories: The Complete Series                  | Channel 4       |
| 2010                                               | Top Gear: Apocalypse                                          | BBC DVD         |
| 2011                                               | James May's Man Lab: Series One                               | Acorn Media     |
| 2011                                               | Top Gear: At The Movies                                       | BBC DVD         |
| 2012                                               | James May's Man Lab: Series Two                               | Acorn Media     |
| 2012                                               | Top Gear: Worst Car in the History of the World               | BBC DVD         |

### Top Gear

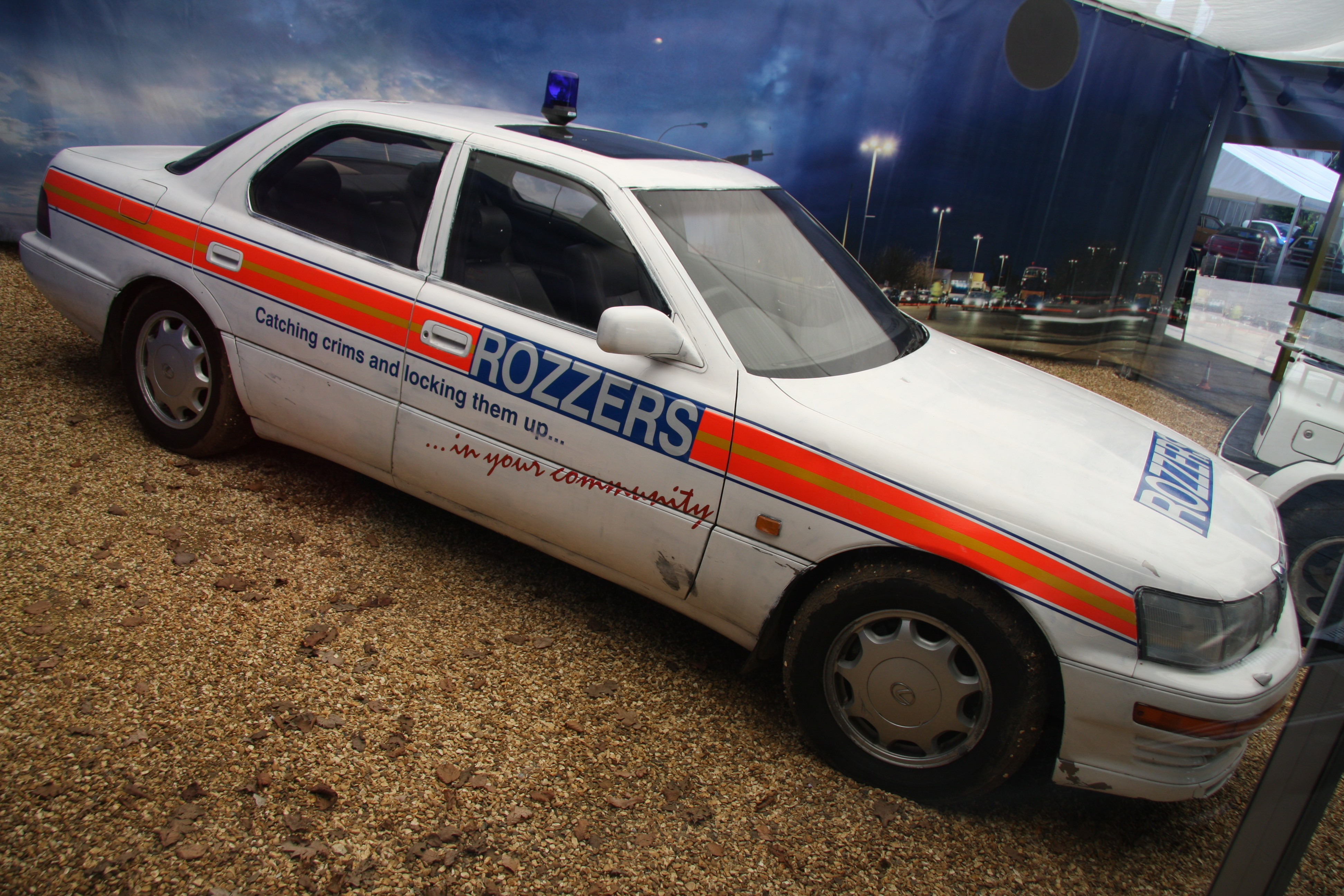
Der von May umgebaute Lexus LS 400 als Polizeiauto für Top Gear

Große Bekanntheit erlangte May durch das BBC-Automagazin Top Gear und die gleichnamige Fernsehreihe, in der er an der Seite von Jeremy Clarkson und Richard Hammond von 2003 bis 2015 mitgewirkt hat. Seinen Spitznamen „Captain Slow“ hat er sich während der Top-Gear-Reihe wegen seines als „Christian motoring“ bezeichneten Fahrstils eingehandelt. Auch deswegen war es ihm im Rahmen von Top Gear gegönnt, den Bugatti Veyron auf dem VW-Testgelände in Ehra-Lessien bis zur Geschwindigkeit von 407 km/h zu bewegen. In einem Top Gear Special erreichte James May zusammen mit Jeremy Clarkson den Punkt 78° 36′ N, 104° 12′ W, welcher von 1996 bis 2000 als arktischer Magnetpol angesehen wurde. Damit sind May und Clarkson die Ersten, die – in einem gewissen Toleranzbereich – den Ort mit einem Kraftfahrzeug erreicht haben.

### James Mays Toy Stories
Anfang Oktober des Jahres 2009 begannen die Ausstrahlungen seiner aus sechs Episoden bestehenden Toy-Stories-Reihe, in der May Kinderspielzeuge seiner Vergangenheit verbessert, vergrößert und versucht, sie in den Alltag einzubringen. Verwendung fanden Airfix, Knete, Meccano, Scalextric, Lego und Hornby.

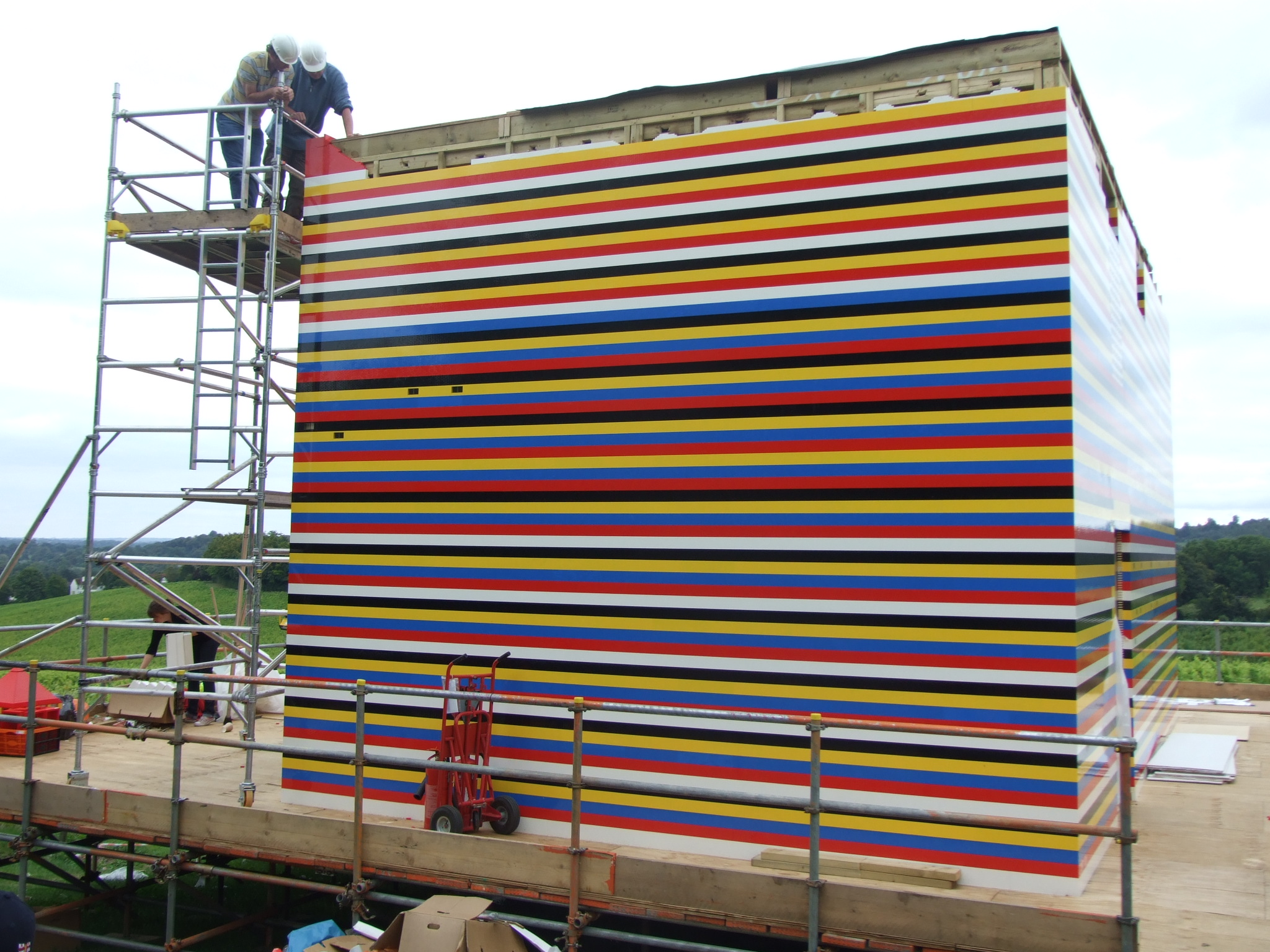
Das Lego House kurz vor seiner Fertigstellung im August 2009

 Höhepunkt der Staffel war sein im August 2009 fertiggestelltes überlebensgroßes Wohnhaus aus 4,6 Millionen Legosteinen in den Weinbergen Surreys. Nachdem er eine Nacht in dem Haus verbracht hatte, wurde entschieden, das Haus nach Legoland zu transportieren. Das scheiterte aber an den zu hohen Kosten, das Haus Stück für Stück abzubauen, zu transportieren und wieder zu erbauen. Am 22. September des gleichen Jahres wurde das Objekt abgerissen. Die Bauelemente kamen Wohltätigkeitszwecken zugute. Außerdem trat er einen Weltrekordversuch an, als er den Brooklands-Racetrack aus Scalextric baute. Den Weltrekord erhielt May nicht, da Zuschauer einige Streckenabschnitte stahlen und die Rennstrecke blockierten. Im Dezember 2012 wurde ein Weihnachts-Spezial namens Flight Club ausgestrahlt. May und sein Team bauten ein autonom fliegendes Segelflugzeug, das ursprünglich von Dover nach Calais fliegen sollte, aufgrund rechtlicher Hindernisse die Strecke jedoch nicht fliegen durfte. Als Ersatz wurde die 35 Kilometer lange Strecke von Devon nach Lundy ausgewählt, die das Segelflugzeug erfolgreich absolvierte. Eine weitere Episode wurde 2013 veröffentlicht. Er baute ein voll funktionstüchtiges Motorrad aus Meccano. Zusammen mit Oz Clarke absolvierte das Fahrzeug eine Runde (60,7 Kilometer) des Isle of Man TT Course.

### James May on the Moon
Im Jahr 2009 wurde auf BBC 2 James May on the Moon anlässlich des 40-jährigen Jubiläums der ersten Mondlandung ausgestrahlt. Zuvor erschien die Sendung James May at the Edge of Space, in der May zusammen mit einem Piloten der International Space Station die Stratosphäre in einem US Air Force Lockheed U-2 Spionageflugzeug erreichte. Highlights dieses Programmes wurden auch in James May on the Moon verwendet. Beim Flug wurde eine Flughöhe von über 20 km erreicht.

### Oz and James
Ende 2006 strahlte die BBC die Staffel Oz and James's Big Wine Adventure, in der May und Weinexperte Oz Clarke durch Frankreich reisten, aus. Ende 2007 wurde die zweite Staffel aus dem kalifornischen Weingebiet gesendet. Eine dritte Staffel, Oz and James Drink to Britain, die im Vereinigten Königreich gedreht wurde, erschien 2009.

### Wissenschaft
May präsentierte die Dokumentationen Inside Killer Sharks für Sky und James May's 20th Century über Erfindungen. Für letzteres flog er einen Royal Air Force Eurofighter Typhoon mit einer Geschwindigkeit von 2124 km/h. Ende des Jahres 2008 erschien die dreiteilige Sendung James May's Big Ideas. Seit Oktober 2010 erscheint die Erfolgssendung James May's Man Lab auf BBC HD.

### The Grand Tour
Nachdem der Vertrag von Mays Ko-Moderator Jeremy Clarkson bei Top Gear nicht verlängert worden war, zog das Trio Clarkson, Hammond und May zum Streaming-Anbieter Amazon um. Dort starteten sie im November 2016 ihre neue Autosendung The Grand Tour. Die Sendung bestand zunächst aus drei Staffeln mit insgesamt 36 Episoden, die vom Konzept her stark an Top Gear erinnerte. Die Moderatoren testen dabei weiterhin meist luxuriöse oder kuriose Fahrzeuge und reisten dafür in exotische Orte wie Namibia, Kolumbien oder die Mongolei. Nach der dritten Staffel wurde das zunächst als Studio dienende Zelt aufgegeben; bis 2024 wurden acht sogenannte „Specials“ in Spielfilmlänge produziert, danach beendeten May, Clarkson und Hammond ihre Zusammenarbeit vor der Kamera.

### James May: Our Man in ...
Am 3. Januar 2020 wurde wiederum auf Prime Video die Reisesendung James May: Our Man in Japan veröffentlicht. In der sechsteiligen Serie reist May quer durch Japan von Nord nach Süd und präsentiert dabei auf unterhaltsame Weise verschiedene Elemente der japanischen Kultur.
2022 wurde die Serie nachträglich in „James May: Our Man In ...“ bzw. „James May: Unser Mann in ...“ umbenannt. In einer zweiten Staffel reist James May durch Italien. Eine dritte Staffel „Our Man In India“ wurde im Januar 2024 veröffentlicht.

### James May: Oh COOK!
Am 12. November 2020 startete eine weitere Kooperation mit Amazon. Mit "Oh Cook!" startete James May seine eigene Kochshow. Gezeigt werden einfache Rezepte und Versuche aus James Mays eigenem Kochbuch des gleichen Titels. In 7 Folgen zeigen James May und Hauswirtschaftlerin Nikki Morgan Gerichte vom Frühstück bis zur Fusionsküche. Jede Folge beginnt mit dem Intro "Im James May and i cant cook" / "Ich bin James May und ich kann nicht kochen".
2023 wurde die Serie verlängert und erhielt eine weitere Staffel.

## Fahrzeuge
May besitzt oder besaß unter anderem folgende Autos:
- Saab 9-5 Aero
- Bentley T2
- Rolls-Royce Phantom
- Triumph 2000
- Rover P6
- Alfa Romeo 164
- 1971 Rolls-Royce Corniche
- Jaguar XJS
- Jenson Interceptor Mk. 1
- 1992 Range Rover Classic Vogue
- Fiat Panda
- Datsun 120Y
- 2009 Porsche 911 Carrera S facelift
- Vauxhall Cavalier Mk1
- Ferrari F430
- Ferrari 458 Italia
- 1984 Porsche 911
- 2005 Porsche Boxster S, von welchem er behauptet, es sei sein erster Neuwagen[24]
- Ferrari 308 GTB
- BMW i3
- 2018 Alpine A110
- 2014 Ferrari 458 Speciale, welchen er nach seinem Ausstieg bei Top Gear erwarb.
- Tesla Model S Long Range (100D)
- Toyota Mirai

Allerdings nutzt er ansonsten zum Pendeln ein Brompton folding bicycle.
Ferner besitzt May einen Pilotenschein und ist Eigentümer einer Luscombe 8A 'Silvaire' und einer American Champion 8KCAB Super Decathlon.

## Sonstiges
Im Dezember 2012 kreierten May und eine Gruppe von Wissenschaftlern, Mathematikern und Komikern den YouTube-Kanal und die gleichnamige Sendung Head Squeeze. Die Videos betrachten offene Themen, zweideutiges Denken, bizarre Fakten aus Wissenschaft, Technologie, Geschichte und neusten Nachrichten. Die Videos werden von 360 Production für BBC Worldwide produziert. 2014 sprach May im von Turn 10 Studios entwickelten Forza Motorsport 5 Videospiel.

## Privates
May ist unverheiratet und lebt mit seiner Partnerin Sarah Frater, einer Journalistin, im Londoner Bezirk Hammersmith and Fulham. Er ist bekannt für seine Auto- und Uhren-Kollektion, die besonders ältere und luxuriöse Stücke beinhaltet. Im Jahr 2014 gab May an, sechs Autos zu besitzen, darunter auch Porsche und Ferraris, sowie 42 Motorräder und ein Flugzeug.

## Auszeichnungen und Ehrungen
May gewann dreimal den Television and Radio Industries Club Award (2008, 2009, 2011) in der Kategorie Bestes Entertainment Programm für Top Gear. Ebenfalls dreimal den TV Quick Award (2008, 2009, 2012) für die Sendung. Viermal gewann Top Gear bei den National Television Awards. May wurde mit jeweils einem Emmy und BAFTA-Award ausgezeichnet.
James May ist Ehrendoktor der Lancaster University.